# Borgo Valsugana
Borgo di Valsugana é uma comuna italiana da região do Trentino-Alto Ádige, província de Trento, com cerca de 6.182 habitantes. Estende-se por uma área de 52 km², tendo uma densidade populacional de 119 hab/km². Faz divisa com Telve, Telve di Sopra, Torcegno, Ronchi Valsugana, Roncegno Terme, Castelnuovo, Novaledo, Levico Terme e Asiago (VI).
Era conhecida como Ausugo (Ausugum) no período romano.